# Józef Nurzyński
Józef Nurzyński (ur. 1939) – polski agronom, dr hab., profesor zwyczajny i kierownik Katedry Uprawy i Nawożenia Roślin Ogrodniczych Wydziału Ogrodniczego Uniwersytetu Przyrodniczego w Lublinie.

## Życiorys
Obronił pracę doktorską, następnie uzyskał stopień doktora habilitowanego. Otrzymał nominację profesorską. Pracował na Wydziale Przyrodniczym i Matematycznym Wyższej Szkole Humanistycznej i Przyrodniczej – Studium Generale Sandomiriense w Sandomierzu. Objął funkcję profesora zwyczajnego i kierownika w Katedrze Uprawy i Nawożenia Roślin Ogrodniczych na Wydziale Ogrodniczym na Wydziale Ogrodniczym Uniwersytetu Przyrodniczego w Lublinie.
Był zastępcą przewodniczącego Komitetu Nauk Ogrodniczych na II Wydziale Nauk Biologicznych i Rolniczych i na V Wydziale Nauk Rolniczych, Leśnych i Weterynaryjnych Polskiej Akademii Nauk.